# Leila Pahlavi
Leila Pahlavi, née le 27 mars 1970 à Téhéran et morte le 10 juin 2001 à Londres, est une princesse d'Iran, fille cadette du shah Mohammad Reza Pahlavi et de sa troisième femme l'impératrice Farah Diba.

## Fratrie
La princesse Leila a deux frères, dont l'un est prince impérial et monarque de jure, et deux sœurs (dont l'une, née du premier mariage de son père) :
- la princesse Shahnaz Pahlavi (1940) ;
- le prince Reza Pahlavi (1960), prince héritier (1960-1980) puis prétendant au trône depuis 1980 ;
- la princesse Farahnaz Pahlavi (1963) ;
- le prince Ali-Reza Pahlavi (1966-2011).

## Biographie
Avec ses frères et sœur germains, la princesse Leila est contrainte de quitter l'Iran en 1979. La fratrie, au terme d'un périple itinérant, emménage aux États-Unis.
Leila Pahlavi est diplômée de l'université Brown en 1992. Elle a travaillé comme mannequin pour le créateur Valentino.
Probablement fortement marquée par une jeunesse itinérante et douloureuse, la princesse Leila souffre de dépression et d'anorexie. Le 10 juin 2001, elle est retrouvée morte dans sa chambre de l'Hôtel Leonard, à Londres, ayant avalé 5 fois la dose prescrite de barbituriques. Elle repose au cimetière de Passy (2e division) de Paris.

## Hommages
La chanteuse Mylène Farmer lui consacre une chanson intitulée Leila, illustrée d'un clip vidéo, sur l'album Bleu noir sorti en 2010. Lors d'une interview, la chanteuse française a déclaré avoir été touchée par l'histoire de Leila, qui était fan de la chanteuse. Mylène Farmer a présenté la chanson et son clip à la mère de Leila.